# 2969 Mikula
2969 Mikula è un asteroide della fascia principale. Scoperto nel 1978, presenta un'orbita caratterizzata da un semiasse maggiore pari a 2,8445011 UA e da un'eccentricità di 0,0279614, inclinata di 1,87793° rispetto all'eclittica.